# Банка (острво)
Банка (инд. Bangka) је индонежанско острво површине 11.623,54 km² у провинцији Банка-Белитунг, недалеко од источне обале острва Јава. Острво је равничарско и мочварно.

По подацима из 2004. на Банки живи 789.809 људи. Највећи град је Пангкалпинанг. Главне индустрије су експлоатација калаја и производња бибера.